# Almeria kalischata
Almeria kalischata är en fjärilsart som beskrevs av Otto Staudinger 1870. Almeria kalischata ingår i släktet Almeria och familjen mätare. Inga underarter finns listade i Catalogue of Life.